# Ludwig von Wülcknitz
Ludwig von Wülcknitz (* 1619; † 8. Oktober 1659 in Plötzkau) war ein Oberamtmann und Mitglied der Fruchtbringenden Gesellschaft.

## Leben

### Herkunft und Familie
Von Wülcknitz entstammte dem uradeligen Adelsgeschlecht Wülknitz aus Anhalt. Er war ein Sohn des Karl von Wülknitz, welcher ebenfalls ein Mitglied der Fruchtbringenden Gesellschaft war, und der Orania von Schaap. Ein Bruder war Wilhelm von Wülcknitz. Er heiratete Sophie, geb. von Börstel, Tochter des Präsidenten von Bernburg, Heinrich von Börstel. Das Ehepaar hatte insgesamt drei Kinder: Friedrich Julius, Ritter des Johanniterordens, anhaltischer Stallmeister und Gerichtsherr auf Crüchern, Ludwig Wilhelm, hessischer Kammerjunker und Carl Heinrich von Wülcknitz, anhalt-köthenscher Hofmarschall.

### Karriere
Von Wülcknitz war evangelischen Glaubens. Im Jahre 1652 wurde er Mitglied der Fruchtbringenden Gesellschaft, wo er den Spitznamen „der Bekannte“ und einen Spinat zum Lemma „Nicht unangenehm“ erhielt. Er diente in der französischen Armee unter Feldmarschall von Turenne und erreichte dort den Rang eines Oberstleutnants, bis er 1655 den Dienst beendete, um dem Kurfürst der Pfalz, Karl Ludwig, zu dienen. Im selben Jahre tötete er auch durch Zufall den Reitknecht seines Vaters und Schwagers Friedrich von Börstel. Karl Ludwig ernannte ihn zum Oberamtmann zu Germersheim. 1658 wurde er zum Kommandeur der Kurfürstlichen-Freiwilligen Landkompanie.
Während eines Besuches bei seiner Schwiegermutter in Plötzkau erkrankte er und starb an dieser Krankheit.